# 伊丽莎白·卢多维卡
伊丽莎白·卢多维卡（德語：Elisabeth Ludovika，1801年11月13日—1873年12月14日），巴伐利亞公主、普魯士王后。

## 生平
伊丽莎白出生于慕尼黑，是巴伐利亚国王马克西米利安一世和巴登的卡羅琳的女儿，也是薩克森王后阿瑪莉埃·奧古斯塔、奥地利大公夫人苏菲公主、萨克森王国王后玛丽亚·安娜和巴伐利亚公爵夫人卢多维卡公主的姐姐。
1823年11月29日，伊丽莎白与未来的普鲁士国王腓特烈·威廉四世结婚。1830年，伊丽莎白改宗新教。1840年，伊丽莎白成为普鲁士王后。
伊丽莎白一直精心照顾长期患病的丈夫。1861年1月2日，腓特烈去世，伊丽莎白安静地居住在无忧宫和夏洛特堡，致力于慈善工作，以纪念其去世的丈夫。伊丽莎白的小叔德国皇帝威廉一世对她尊重有加，视为真挚的朋友。
1873年，伊丽莎白在探访其妹阿马莉·奥古斯特时在德累斯顿去世。同年，伊丽莎白被葬在波茨坦其丈夫身边。